# Lin Chung
Lin Chung (čínsky pchin-jinem Lín Hóng, znaky zjednodušené 林鸿, tradiční 林鴻; cca 1340 – cca 1400) byl čínský básník žijící v raně mingském období.

## Jména
Lin Chung používal zdvořilostní jméno C’-jü (čínsky pchin-jinem Zǐyǔ, znaky 子羽).

## Život
Lin Chung pocházel z Fu-čchingu u Fu-čou (ve Fu-ťienu). Kolem roku 1370 se v Nankingu (hlavním městě nové říše Ming, jejíž armády po dlouhých bojích povstání rudých turbanů právě sjednotily Čínu) ucházel o úřad, ale i když si svým básnickým uměním získal uznání, úřednické zkoušky nesložil. Později sice obdržel úřední místo v Nankingu, ale jen nakrátko; většinu života strávil v rodném Fu-ťienu. Zde byl vedoucí postavou místní skupiny literátů a básníků, tzv. „deseti talentů z Fu-ťienu“ (閩中十才子, Min-čung š’ cchaj-c’) zformované v 80. letech 14. století a trvající do roku 1394.
Jeho nejvýznamnějším počinem byla účast v prosazení názoru, že éra císaře Süan-cunga (712–756) je vrcholem tchangského básnictví a vzorem výtečnosti. Na Lin Chungových názorech založil hodnocení tchangské poezie další z „deseti talentů“ Kao Ping v rozsáhlé antologii Tchang-š’ pchin-chuej. V ní dělil tchangskou poezii na ranou, vrcholnou, střední a pozdní; přičemž nejvýše stavěl vrcholnou, ranou považoval za cennou, protože vedla k rozvoji vrcholné, poslední dvě období měl za nižší, protože vzdálenější vrcholné éře. Obdiv k vrcholné tchangské poezii později převzali a rozvíjeli archaizující básníci 16. století v čele s Li Meng-jangem a Li Pchan-lungem.